# Fight the Feeling
Fight the Feeling es el nombre del primer álbum de estudio en inglés del cantante puertorriqueño Luis Fonsi. Es el único álbum hasta la fecha en ser publicado totalmente en inglés, siendo lanzado al mercado por el sello MCA Records el 2 de julio de 2002. El álbum, el cual fue grabado al mismo tiempo que su versión en español «Amor secreto», la mayoría de los temas son versiones en inglés de algunos de los temas de dicho álbum.

## Lista de canciones
| Fight the Feeling |                                                       |                                                            |          |  |
| N.º               | Título                                                | Escritor(es)                                               | Duración |  |
| 1.                | «Fight the Feeling» («Irresistible» en inglés)        | Gustav Grizzly · Marcus Sepehrmanesh · Tommy Tysper        | 3:39     |  |
| 2.                | «Secret» («Amor secreto» en inglés)                   | Anders Wikström · Fredrik Thomander · Tim James            | 3:48     |  |
| 3.                | «Turn It Up» («Entrégate» en inglés)                  | Luis Fonsi · David Siegel · Kara DioGuardi · Steve Morales | 3:33     |  |
| 4.                | «Save Me» («Tú puedes salvarme» en inglés)            | Andrew Fromm · Howie Dorough · Mischke · The Underdogs     | 4:36     |  |
| 5.                | «You Got Nothing on Me» (Inédito)                     | Kara DioGuardi · Rasmus Bille Bahncke · René Tromborg      | 3:15     |  |
| 6.                | «If Only» (Inédito)                                   | Denise Rich · Gen Rubin                                    | 4:34     |  |
| 7.                | «Keep My Cool» («Fuera de control» en inglés)         | Allan Rich · Clyde Lieberman · Johan Åberg · Ziggy         | 3:13     |  |
| 8.                | «Tell Her Tonight» («Díselo ya» en inglés)            | Luis Fonsi · Allan Rich · Clyde Lieberman                  | 4:06     |  |
| 9.                | «Twisted» (Inédito)                                   | Alex Greggs · Brad Daymond · Mischke                       | 4:14     |  |
| 10.               | «One Night Thing» (Inédito)                           | Jonas Saeed · Pia Sjöberg · Tobias Kagelind                | 3:58     |  |
| 11.               | «I Wish» («Quisiera poder olvidarme de ti» en inglés) | Mark Portmann · Rudy Pérez                                 | 4:09     |  |

La cantante Surcoreana BoA hizo un cover de la canción "Keep My Cool" para su álbum de 2004 titulado My Name en la canción "Spark"